# Цфасман, Аркадий Беньяминович
Арка́дий Беньями́нович Цфа́сман (род. 21 декабря 1936, пос. Копаткевичи, Петриковского района Гомельской области) — советский, российский и немецкий историк, доктор исторических наук, профессор-германист. Отличник народного просвещения (1981), почётный работник высшего профессионального образования РФ (1999), действительный член Академии гуманитарных наук (2000). Является создателем челябинской научной школы по изучению истории Германии и других стран Западной Европы в XX веке.

## Биография
Родился в Белоруссии, в еврейской семье. После войны окончил школу в Челябинске. В 1959 г. окончил историко-филологический факультет Челябинского государственного педагогического института. Работал учителем в селе Большой Куяш Кунашакского района Челябинской области. В 1961-64 гг. учился в аспирантуре при кафедре всеобщей истории Пермского государственного университета под руководством Л. Е. Кертмана.
С 1964 г. в ЧГПИ (ныне ЧГПУ). Был ассистентом, позже — старшим преподавателем.
C 1969 г. — доцент.
С 1978 г. — зав. каферой всеобщей истории.
С 1981 г. — профессор.
В 1965 г. защитил кандидатскую диссертацию на тему «Влияние рабочего движения на борьбу в лагере господствующих классов Германии в период бюловского блока (1907—1909 гг.)».
В 1979 г. защитил докторскую диссертацию на тему «Борьба рабочего класса и политика буржуазии: политическая эволюция буржуазных партий Германии в начальный период империализма (рубеж XIX—XX веков-1914 г.)».
Научное направление — политическая и культурная история Германии XX. в., история отечественной исторической науки XX в., история тоталитаризма, история и культура еврейского народа. Под руководством Цфасмана в Челябинске сложилась научная школа по изучению истории Германии и других стран Западной Европы в XX веке. Около 30 его учеников стали кандидатами и докторами исторических наук. Автор более 100 научных публикаций (монографий, статей, докладов).
С 2002 г. проживает в Германии.

## Основные работы
Монографии
- Цфасман А. Б. Буржуазные партии и рабочее движение в Германии (1900—1914 гг.). — Челябинск, 1975;
- Дунаевский В. А., Цфасман А. Б. Николай Михайлович Лукин. — М.: Наука, 1987 (в сер. «Научные биографии и мемуары учёных»);
- Цфасман А. Б. Евреи в Ростоке. Очерки. / Juden in Rostock. Skizzen. Rostock 2004 (на русском и немецком языках);
- Цфасман А. Б. Последние свидетели Войны и Холокоста. / Die letzten Zeugen des Krieges und des Holocaust. In: Zeitgeschichte regional, Sonderheft 5. Rostock 2012.

Статьи
- Цфасман А. Б. Влияние рабочего движения на борьбу в лагере господствующих классов Германии в период бюловского блока // Вопросы международного рабочего движения. Вып. 2. — Пермь, 1963;
- Цфасман А. Б. Католическая партия центра и рабочий класс наконуне Первой мировой войны // Ежегодник германской истории. 1973. М.: Наука, 1974;
- Цфасман А. Б. Кризис Национал-либеральной партии Германии накануне Первой мировой войны // Ежегодник германской истории. 1975. М.: Наука, 1976;
- Цфасман, А. Б. Левый либерализм в Германии: его эволюция в начале XX века // Ежегодник германской истории. 1979. М.: Наука, 1981;
- Цфасман А. Б. У истоков немецкого неолиберализмa: социально-политические идеи Ф. Науманна // Классовая борьба в Германии в новейшее время. — Челябинск, 1983;
- Цфасман А. Б. Академик Николай Михайлович Лукин. К столетию со дня рождения // Вестник Академии наук СССР. 1985, № 7;
- Цфасман А. Б. Советские ученые против фальсификации германской истории (1933—1939 гг.) // Проблемы истории и историографии рабочего движения. М., 1991;
- Цфасман А. Б. Рейхсканцлер Германии Бернгард фон Бюлов (1849—1928) // Новая и новейшая история. — 1996, № 3;
- Ткаченко С. Г., Цфасман А. Б. Академик Федор Аронович Ротштейн (1871—1953) // Новая и новейшая история. — 1999, № 2;
- Молодчик А. В., Цфасман А. Б. Вальтер Ратенау: идеи социально-экономической реорганизации общества // Германия и Россия: события, образы, люди. — Воронеж, 1999;
- Цфасман А. Б. Евреи Палестины и Советский Союз в годы Второй мировой войны: становление сотрудничества // Материалы Восьмой Ежегодной Международной Междисциплинарной конференции по иудаике. Часть 1. М., 2001;
- Цфасман А. Б. Антифашистская публицистика Ильи Эренбурга. 1941—1945 // Германия и Россия в судьбе историка. М. 2008;
- Цфасман А. Б. Издательская деятельность российской эмиграции в Берлине в начале 20-х годов XX века // Сообщения Совместной комиссии по изучению новейшей истории российско-германских отношений. Мюнхен 2010 (на русском и немецком языках).